# 篠井山経塚
篠井山経塚（しのいさんきょうづか）は、山梨県南巨摩郡南部町にある経塚。
平安時代の久寿2年（1155年）に藤原顕長により造営された。古代甲斐国では康和5年（1103年）銘経筒が出土している柏尾山経塚（山梨県甲州市）が最古の経塚であるが、篠井山経塚は富士山頂の三島ヶ岳経塚と並ぶ甲斐最古級の経塚として注目されている。

## 「顕長」在銘壺の発見
所在する篠井山（標高1,394m）は身延山地の山の一つ。県南部の富士川右岸に位置し、甲駿国境に近い。古代の律令制下では巨摩郡に属し、東に富士山を望み。農神としての信仰を受けている山岳信仰の山。山頂には三社の四ノ位明神が祀られ山麓の成島、楮根、御堂の3集落によって祭祀が行われていた。『甲斐国志』によれば、平安朝の歌人である凡河内躬恒（おおしこうちのみつね）が登ったといわれ、中央社の下には埋納した宝物があるという伝承があったという。
1891年（明治24年）に社の下が盗掘され出土遺物は行方不明であったが、1984年（昭和59年）に富沢町徳間で「三河守藤原朝臣顕長」在銘の壺が発見された。これは愛知県田原市の大アラコ古窯で生産された渥美窯の短頸壺で、器高54.5cm、重量22.5kg。肩部に顕長の名を含む14行64文字の銘文が箆彫りされている。同様の銘文を持つ壺が大アラコ古窯から出土した愛知県陶磁美術館所蔵資料や静岡県三島市の三ツ谷新田、神奈川県綾瀬市の宮久保遺跡から出土した破片など各地に存在することから、この短頸壺は経塚の経筒外容器（きょうづつ がいようき）であると判明した。壺は生産地から海上輸送され、富士川を遡上して搬入されたと考えられている。
また、2000年（平成12年）には富沢地区の民話採集を行っていた加藤為夫が楮根の正行寺において12世紀の渥美窯と13世紀の常滑甕の破片や経塚遺物と考えられている銅製品片、除湿剤である木炭片などの新資料を発見した。箱書によれば明治期に経塚が掘り起こされた際に、近在住民により採集され寺に納められたという。
これらの資料は1985年に山梨県立考古博物館の企画展『山梨の中世陶磁』において一般に紹介された。2010年（平成22年）には短頸壺が山梨県立博物館に寄託される。

## 経塚の造営
経塚は平安中期に末法思想の影響を受けて流行した写経事業で、甲斐国最古の柏尾山経塚は古代豪族である三枝氏により造営されている。
篠井山経塚を造営した藤原顕長は院政期に実務面で活躍した権勢を誇った勧修寺流藤原氏の出自で、鎌倉時代に至ると勧修寺藤原氏は甲斐守を独占している。顕長は三河守を保延2年（1136年）から天養2年（1145年）、久安5年（1149年）から久寿2年（1155年）の2期務めており、顕長が2期目の三河守となった久安5年には富士上人末代の発願で富士山頂への一切経埋納が行われている。これは鳥羽法皇が結縁して都人をはじめ東海道や東山道地域へ経典写経の勧進を行った国家的事業で、篠井山経塚の造営が行われた久寿2年に顕長は三河守を辞し、鳥羽法皇と皇后美福門院の間に生まれた近衛天皇が死去しており、本願は一族平穏や繁栄、追善供養であると考えられている。
また、鳥羽法皇と美福門院の間に生まれた八条院暲子内親王は鳥羽院領と美福門院領を継承し八条院領と呼ばれるが、甲斐国では巨摩郡の小井河荘と鎌田荘の両荘はそれぞれ安楽寿院領と勧喜光院領を経て八条院領に伝領されており、背景には顕長の存在があり、経塚の造営も康治元年（1142年）には甲斐守となっている藤原顕遠（顕時）や伊豆守藤原信方や相模守藤原頼憲ら勧修寺一門と協同した事業であると考えられており、勧修寺藤原氏が直系以外でも同族集団として共同歩調をしていたことが指摘されている。
2000年に発見された新資料において、経塚容器の大窯に時間差があることから複数回の造営であった可能性が指摘されているが、平安末期には甲斐源氏が甲府盆地各地へ進出し、一の森経塚や秋山経塚など造営主も貴族から武士層へ移行していることから、13世紀の造営主は南部氏や福士氏などの可能性が想定されている。